# Т-64БВ
Т-64БВ — модифікація радянського основного бойового танка Т-64. Її випуск тривав з 1984 по 1987 рік. Ця модель отримала динамічний захист «Контакт-1», посилений протирадіаційний захист.
Танк Т-64БВ разом з Т-64Б та Т-72 складає основу танкових військ Сухопутних військ України, понад 200 одиниць перебуває на озброєнні ЗСУ, станом на 2024 рік.

## Історія

### Об'єкт 447А
Рішенням військово-промислового комітету в 1981—1983 роках була розроблена технічна документація на встановлення під час капітального ремонту на танках Т-64Б та Т-64Б1 комплекту навісного динамічного захисту «Контакт». Модернізований варіант танків був прийнятий наказом МО СРСР № 7 від 14 січня 1985 під маркою Т-64БВ та Т-64Б1В. Всі нові танки Т-64БВ та Т-64Б1В мали танкові гармати 2А46М-1, стабілізатори озброєння 2Е42, системи керування вогнем 1А33-1, комплекс керованого ракетного озброєння 9К112-1. Замість застарілих лампових радіостанцій були встановлені напівпровідникові радіостанції Р-173 «Абзац-Р». На башті, лобовому та бортових листах корпуса та надгусенічних полицях були приварені спеціальні кронштейни і бонки для кріплення динамічного захисту. Бойова маса танка зросла до 42,4 тони.

## Модифікації
- Т-64БВК (об'єкт 446Б) — командирська модифікація Т-64БВ, 1985 року.

### Т-64БВ зр. 2017
З огляду на виклики, які постали перед Україною внаслідок збройної агресії з боку Росії, були посилені роботи над подальшою модернізацією танків Т-64 (і Т-64БВ). Так, наприклад, в червні 2016 року стало відомо про випробування на державному підприємстві «Харківський бронетанковий завод» модернізованого приладу спостереження ТПН1–49-23 навідника танка Т-64. Він дозволяє помітити танк, машину чи людину вдень і вночі на відстані до 3000 м. У нього встановлені вузли тепловізійного каналу на основі неохолоджуваного мікроболометра.
За інформацією ЗМІ в квітні-травні 2017 року модернізовані Т-64БВ стали надходити до Збройних Сил України. У ЗМІ вони дістали назву Т-64 зразка 2017 року. На основі відкритих джерел вдалось встановити ймовірні марки нового обладнання.
Приціли нічного бачення ТПН-1-ТПВ виробництва «Трімен-Україна». Оновлені тепловізійні пристрої не вимагають змін у конструкції танку, встановлюються на штатні кріплення та підключаються до електричної мережі танку без її змін. Завдяки високоякісним комплектуючим вони мають високу стійкість до світлових завад та забезпечують роботу при складних умовах, вони не чутливі до засвічення навіть під час використання противником спеціальних завад в інфрачервоному діапазоні. А прилади командира та навідника інтегровані до системи керування вогню, що забезпечує виявлення, розпізнавання та знищення противника на відстані більше 1,5 км.
На танки були встановлені нові цифрові радіостанції «Либідь К-2РБ» (ліцензійна «Моторола»), які забезпечують надійний захищений від перешкод та перехоплення зв'язок на дистанції до 70 кілометрів. Ці радіостанції були виготовлені на київському підприємстві «Доля і Ко. Лтд».
Система супутникової навігації СН-4215 виробництва Державного підприємства «Оризон-Навігація», яка була створена на основі досвіду експлуатації СН-3210 для встановлення на рухомих об'єктах наземної рухомої техніки. Аналогічне обладнання цього ж виробника встановлене на бронетранспортери БТР-3, БТР-4, Дозор-Б та інших бронемашинах. Система має зовнішню антену типу SMART та вбудовану. Апаратура СН-4215 забезпечує маршрутну навігацію, розрахунок азимутів до цілей, вивід текстових повідомлень та оповіщень, тощо. Цей навігаційний комплекс працює в автоматизованій цифровій системі, що дозволяє у режимі «онлайн» обмінюватись надійно зашифрованими даними. Дані про місцезнаходження кожної машини можуть надходити до командувачів всіх рівнів, від командиру взводу до керівництва всією бойовою операцією.
Вище вказані модернізації танку Т-64БВ дозволяють вивести на новий рівень оперативно-тактичне управління підрозділом під час бою та значно розширити можливість роботи екіпажу, який тепер за наявності нових опцій може визначати цілі незалежно від часу доби, передавати їх на командний пункт з прив'язкою до координат та подальшого прийняття рішення центром управління операцією.
Також на підприємстві «Харківський бронетанковий завод» на дослідній станції дизельних двигунів з комп'ютерною системою збору інформації модернізовано двигун 5ТДФ. З цим двигуном ходові якості та моторесурс бойової машини значно зростають.
Модернізовані Т-64БВ весною 2017 року пройшли обкатку та бойове злагодження у складі взводів та рот танкістами 14 ОМБр на одному з українських військових полігонів під Харковом. Танковий взвод капітана Романа Багаєва представляв Україну на міжнародних змаганнях бронетанкових підрозділів армій країн-членів НАТО The Strong Europe Tank Challenge саме на цьому модернізованому варіанті Т-64БВ.
Широкому загалу модернізовані танки були представлені на параді на честь дня Незалежності України в серпні 2018 року.
На початку 2019 року повідомлялося про надходження до Збройних сил України понад сотні Т-64 цієї модифікації, а восени того ж року — понад 150.

### Т-64БВК зр. 2021
Глибоку модернізацію танка Т-64БВК підготували й провели конструкторський і технологічний відділи Харківського бронетанкового заводу. Перший зразок було виготовлено в 2021 році.
Основна відмінність нової модифікації полягає в заміні старих радіостанцій на сучасні цифрові. Танк отримав три радіостанції — дві на ультракороткі хвилі та одну — коротку з дальністю дії до 500 км.
Для автономного живлення апаратури було встановлено додатковий енергоагрегат потужністю 3 КВт.
Системи зв'язку єдині для ЗСУ, тому командир має змогу спілкуватися з усіма видами бронетехніки — БТР, БМП, командними пунктами.
Фахівці заводу встановили на машині нові прилади, зокрема:
- спостереження та прицілювання третього покоління — зокрема тепловізійний танковий приціл ТПН1 ТПВ;
- прилад спостереження денного та нічного бачення механіка-водія ТВНЕ-4БУМ;
- прилад спостереження денного та нічного бачення командира ТКН-ЗВУМ;
- апаратура супутникової навігації CH-4215.

Раніше командирові не вистачало оглядового простору, тому було встановлено камеру, яка дає змогу вести спостереження з укриття до 2,5 метра заввишки. Встановлена командирська камера з монокуляром цю ваду усунула. Командир може спостерігати за перебігом бою, виходом мішені, давати команду водієві, механікові-навідникові на початок виконання вправи.
Зі зброї та захисту танк отримав:
- командирську башту з кулеметом НСВТ калібру 12,7 мм;
- додатковий броньований захист магазина;
- електронний щит механіка-водія;
- телевізійну систему спостереження за навколишнім простором задньої півсфери танка з відображення даних на монітор щита механіка-водія;
- додатковий броньований захист паливних баків;
- кормові протикумулятивні решітчасті екрани.

### Т-64БВ зр. 2022

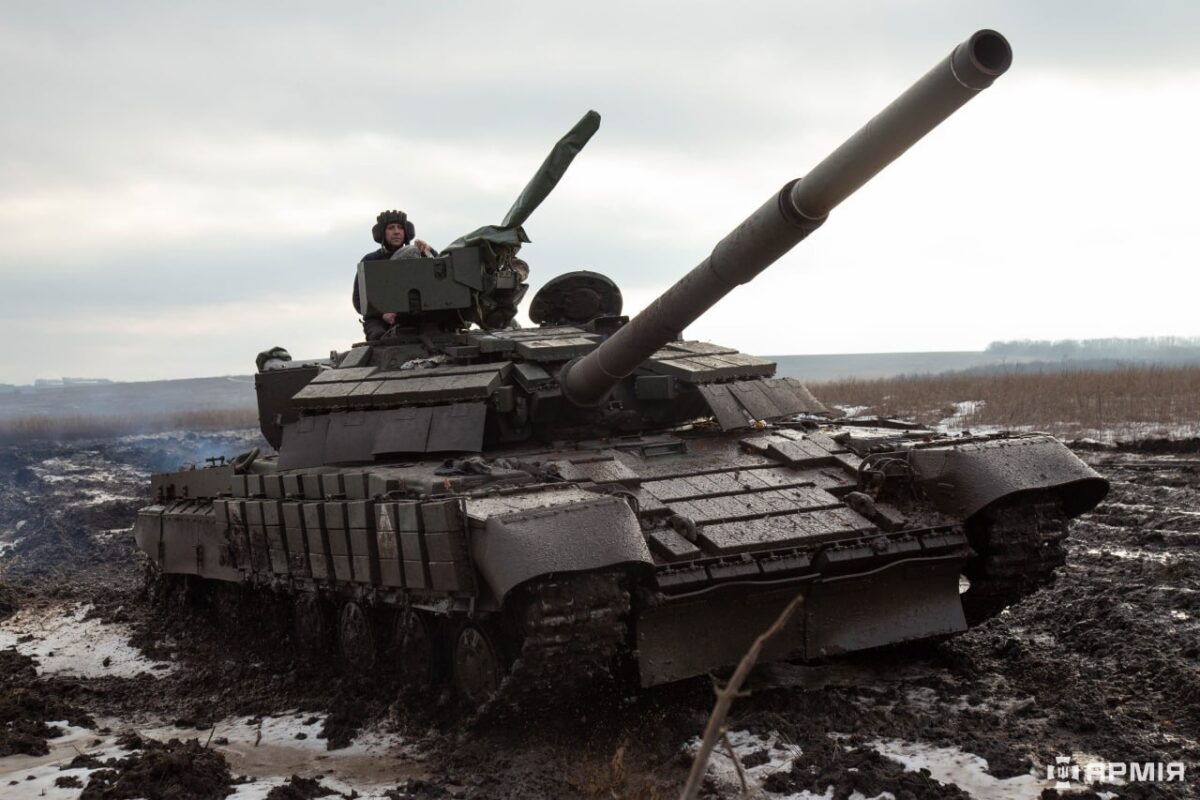
Т-64БВ з гумовими козирками на башті та корпусами, додатковим захистом кулемета та паливних баків, грудень 2023

В лютому 2022 року державне підприємство «Харківський бронетанковий завод» повідомило про випробування нової модернізації танка Т-64БВ зразка 2022 року.
Було повідомлено, що танк оснастили новими приладами спостереження та прицілювання третього покоління, протикумулятивними кормовими решітчастими екранами та гумовими щитками на башті. Крім того, удосконалена паливна система бойової машини та встановлено додатковий броньований захист паливних баків.
За інформацією Мартіна Бреста, по всій довжині баки збоку захищені плитами завтовшки 12 мм із броньованої сталі марки «71», додатковий бронезахист також отримав дистанційно керований кулемет і його короб з боєприпасами.
Т-64БВ зразка 2022 року отримали нові сучасні радіостанції на заміну старим радянським. Відтепер ця бойова машина має, зокрема, системи навігації, внутрішнього та зовнішнього зв'язку, які повністю відповідають стандартам НАТО. Також відомо про встановлення цифрової панелі механіка-водія, на яку виводяться основні показники танка.
Крім того, на випробувальному зразку було встановлено новий 12,7-мм кулемет Snipex Laska K-2.

## Оператори
- Росія:
  - Сухопутні війська Росії — 50 Т-64А/БВ на озброєнні, станом на 2025 рік[21].
- Узбекистан — 100 Т-64Б/БВ/БМ на озброєнні, станом на 2025 рік[22].
- Україна: 250+ Т-64БМ/БВ/БВ зр. 2017, станом на 2025 рік[23]. Понад 150 танків моделі Т-64БВ зр. 2017, станом на серпень 2019 року[7].

## Галерея

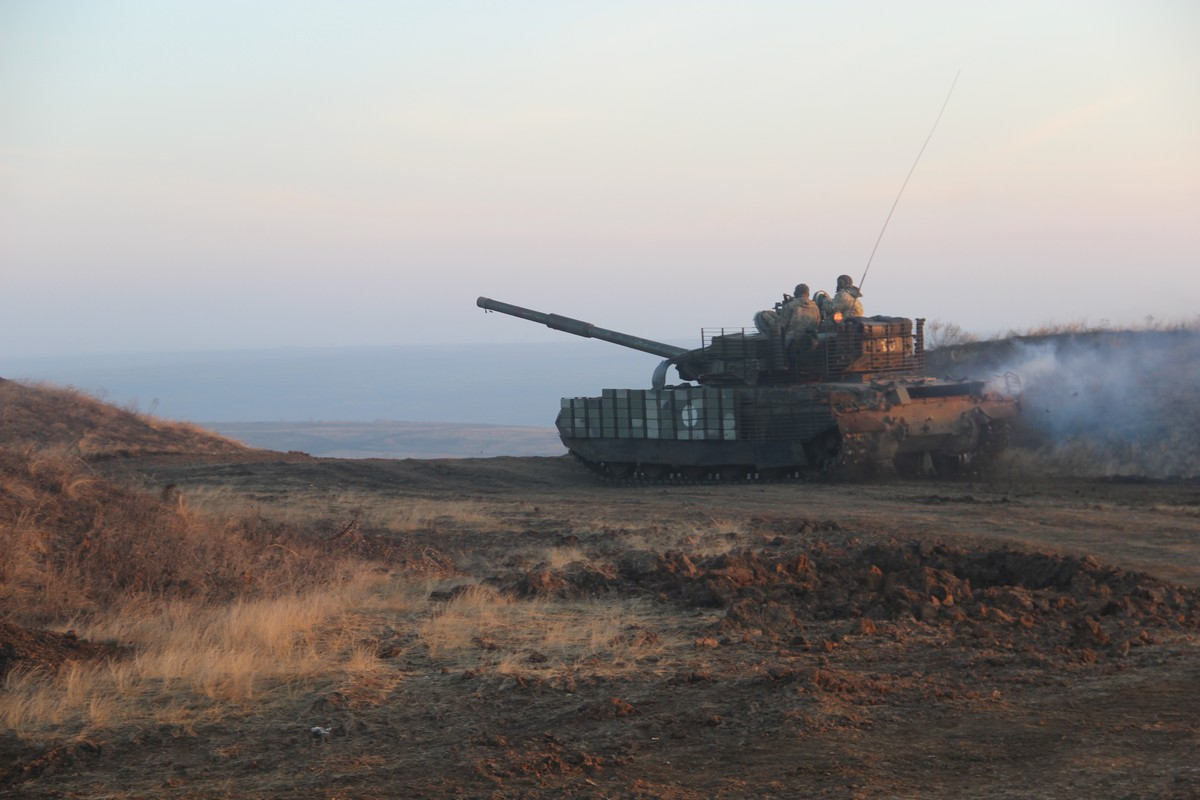
14 ОТБр на навчаннях в 2015
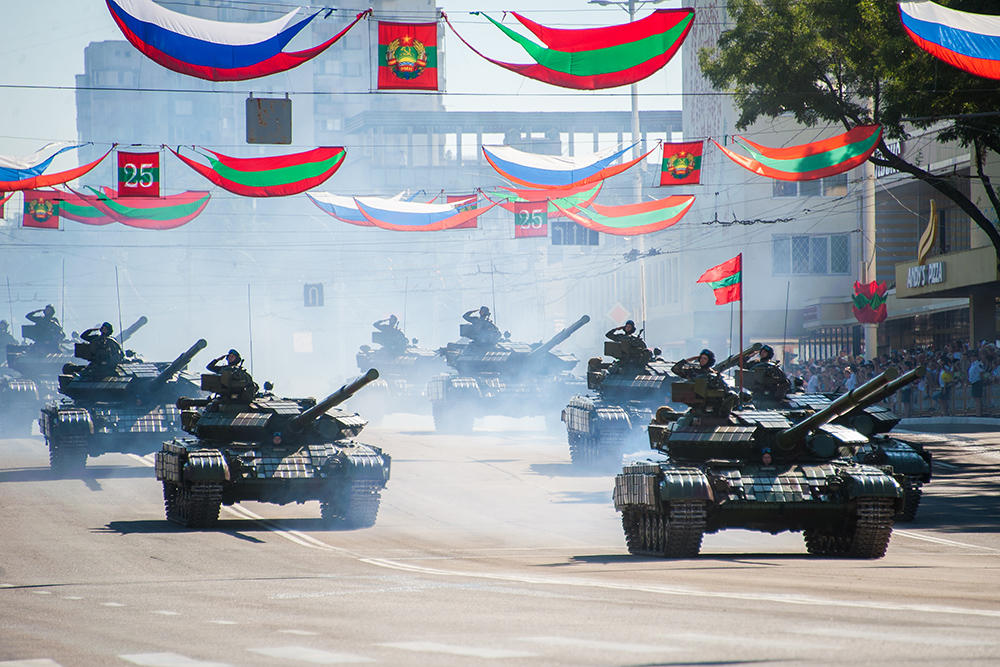
Військовий парад у т.зв. «ПМР», 2015
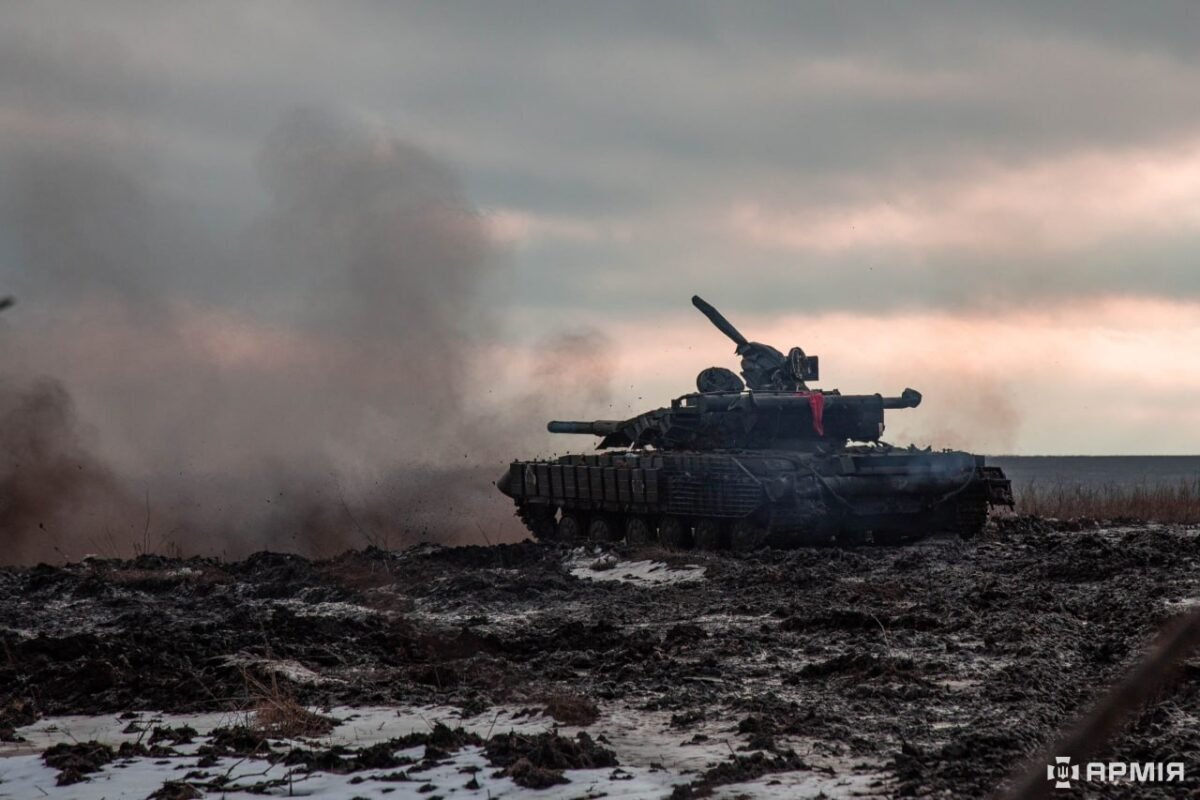
Український Т-64БВ з протикумулятивними решітками, грудень 2023

### Відео
- Україна готує нові танки для війни на Донбасі / Донбас Реалії // Радіо Свобода, 9 лютого 2020